# Tamiki Hara
Tamiki Hara (原 民喜?, Hara Tamiki; Hiroshima, 15 novembre 1905 – Tokyo, 13 marzo 1951) è stato uno scrittore e poeta giapponese.
Fu uno dei sopravvissuti alla bomba atomica di Hiroshima e le sue opere appartengono alla letteratura della bomba atomica.

## Biografia
Hara nacque a Hiroshima nel 1905. Durante gli anni della scuola media, Hara entrò in contatto con la letteratura russa e, nel frattempo, iniziò a scrivere poesie. In particolare, egli ammirava i poeti Murō Saisei e Paul Verlaine. Si laureò al dipartimento di letteratura inglese dell'Università Keio e iniziò la sua carriera di scrittore professionista a partire dal 1935.
La moglie di Hara, Sadae, si ammalò nel 1939 e morì nel 1944. Una volta disse di lei: "Se dovessi perdere mia moglie, mi piacerebbe vivere solo un altro anno per lasciare una raccolta di poesie tristi e belle". Un anno dopo, poco prima del primo anniversario della morte di Sadae, fu esposto al bombardamento atomico di Hiroshima mentre si trovava nella casa dei suoi genitori a Motomachi,a circa 1,5 km dall'ipocentro. Queste due esperienze traumatiche divennero centrali per il suo lavoro di scrittore.
Natsu no Hana (Fiori d'estate), la sua opera più nota, per la quale fu insignito del primo premio Takitaro Minakami, fu completato nell'agosto 1946 ma non fu pubblicato fino a giugno dell'anno successivo. In opere come Natsu no Hana e Chinkonka (1949), Hara descrive e racconta la sua personale esperienza con il bombardamento atomico. Scrisse anche molte poesie sullo stesso tema.
L'ultima opera di Hara, Shingan no Kuni (1951) può essere letto come una lettera prima del suicidio. Morì suicida a Tokyo il 13 marzo 1951, gettandosi davanti ad un treno. Il suo stato mentale già fragile fu ulteriormente aggravato dallo scoppio della guerra di Corea, che sembrava confermare il suo presentimento su un oscuro futuro.

## Commemorazioni
Un epitaffio per Tamiki Hara fu originariamente costruito dai suoi amici presso il sito del Castello di Hiroshima. Ma fu presto danneggiato e derubato. In seguito, fu ricostruito e spostato nella sede attuale accanto al Memoriale della pace di Hiroshima.
Sul monumento è incisa l'explicit di una sua poesia:
Inciso nella pietra molto tempo fa,
Perso nelle sabbie mobili,
Nel bel mezzo di un mondo fatiscente,
La visione di un fiore.
L'anniversario della morte di Tamiki Hara è chiamata Kagenki. Un'associazione con lo stesso nome fu fondata nel settembre del 2000, da parte di alcuni appassionati. L'associazione istituì una mostra con alcune sue opere in occasione del cinquantesimo anniversario della sua morte nel 2001.

## Traduzioni italiane
- L' ultima estate di Hiroshima, Napoli-Roma, L'ancora del mediterraneo, 2010.
- Il paese dei desideri : il ricordo di Hiroshima, Roma, Atmosphere Libri, 2015.